# Đội tuyển bóng đá quốc gia Somaliland
Đội tuyển bóng đá quốc gia Somaliland là đội tuyển bóng đá đại diện cho Somaliland , một quốc gia độc lập de facto. Somaliland không phải là thành viên của FIFA và CAF, thay vào đó, đội là thành viên liên kết của ConIFA, một hiệp hội được thành lập vào năm 2014 bao gồm các đội từ các quốc gia phụ thuộc, các quốc gia không được công nhận, các dân tộc thiểu số, các dân tộc không quốc tịch và các khu vực không liên kết với FIFA

## Lịch sử
Hiệp hội bóng đá Somaliland hiện đang điều hành một giải đấu quốc gia bao gồm 12 câu lạc bộ bán chuyên nghiệp được tài trợ hoặc hỗ trợ bởi các tổ chức công và tư. Hiệp hội cũng tổ chức giải bóng đá liên khu vực hai năm một lần, trong đó tất cả 13 khu vực tham gia vào các vòng bảng được tổ chức trên toàn quốc, với 4 đội thắng cuối cùng sẽ thi đấu bán kết tại thủ đô Hargeisa.
Hiệp hội bóng đá Somaliland lần đầu tiên tồn tại ở Somaliland tham gia một giải đấu quốc tế trong khuôn khổ Giải vô địch bóng đá thế giới ConIFA 2016 do Abkhazia đăng cai tổ chức. Somaliland được xếp vào nhóm D cùng với Panjab và Sápmi. Thua cả hai trận, Somaliland tiếp tục chơi hai trận tiếp theo với các đồng đội về nhì là Quần đảo Chagos và Székely Land. Somaliland tiếp tục về đích ở vị trí thứ 10 chung cuộc trong cuộc thi.
Sau hội nghị thường niên của ConIFA, Đội tuyển bóng đá Somaliland đã được mời tham gia tranh tài tại Giải vô địch bóng đá thế giới ConIFA 2016, nơi đội đứng thứ mười trong số mười hai đội.

## Sân nhà
Sân vận động Hargeisa là sân nhà của đội tuyển quốc gia.

## Đội hình hiện tại
| Số | VT | Cầu thủ                     | Ngày sinh (tuổi) | Trận | Bàn | Câu lạc bộ   |
| -- | -- | --------------------------- | ---------------- | ---- | --- | ------------ |
| 1  | TM | Abdirisaq Mohamed Jama      |                  |      |     | Maroodi Jeeh |
| 13 | TM | Abdiqani Saleban Aynan      |                  |      |     | Hawd         |
| 25 | TM | Mohamed Ahmed Hashi         |                  |      |     | Sanaag       |
| 2  | HV | Abdifatah Osman Hussein     |                  |      |     | Maroodi Jeeh |
| 3  | HV | Abdisamad Ibrahim Miigane   |                  |      |     | Awdal        |
| 4  | HV | Ibrahim Said Dahir          |                  |      |     | Awdal        |
| 5  | HV | Abdirahman Mohamed Mohamoud |                  |      |     | Saaxil       |
| 19 | HV | Abdirisaq Hassan Jama       |                  |      |     | Togdheer     |
| 18 | HV | Abdirahman Jama Musa        |                  |      |     | Gabiley      |
| 6  | TV | Abdikarin Mohamed Hersi     |                  |      |     | Maroodi Jeeh |
| 8  | TV | Hamse Ahmed Abdillahi       |                  |      |     | Hawd         |
| 14 | TV | Muhiyadin Duale Diriye      |                  |      |     | Awdal        |
| 15 | TV | Jama Abdillahi Awad         |                  |      |     | Saaxil       |
| 16 | TV | Farhan Mohamed Ahmed        |                  |      |     | Togdheer     |
| 7  | TV | Abdirahman Ibrahim Alixayd  |                  |      |     | Sanaag       |
| 21 | TV | Omar Ali Osman              |                  |      |     | Gabiley      |
| 23 | TV | Sakariye Ali Egeh           |                  |      |     | Gabiley      |
| 24 | TĐ | Abdiriyad Bashir Abdi       |                  |      |     | Maroodi Jeeh |
| 12 | TĐ | Mohamoud Abdi Hassan        |                  |      |     | Maroodi Jeeh |
| 9  | TĐ | Sharma'arke Fu'ad Ali       |                  |      |     | Maroodi Jeeh |
| 10 | TĐ | Haibe Good Hurre            |                  |      |     | Hawd         |
| 11 | TĐ | Awil Mohamed Elmi           |                  |      |     | Hawd         |
| 26 | TĐ | Liban Mohamed Ahmed         |                  |      |     | Awdal        |
| 17 | TĐ | Ahmed Abdi Osman            |                  |      |     | Sool         |
| 20 | TĐ | Ibrahim Abdirahman Salah    |                  |      |     | Sanaag       |
| 22 | TĐ | Guleid Hassan Muhumed       |                  |      |     | Gabiley      |